# Universidad de La Coruña

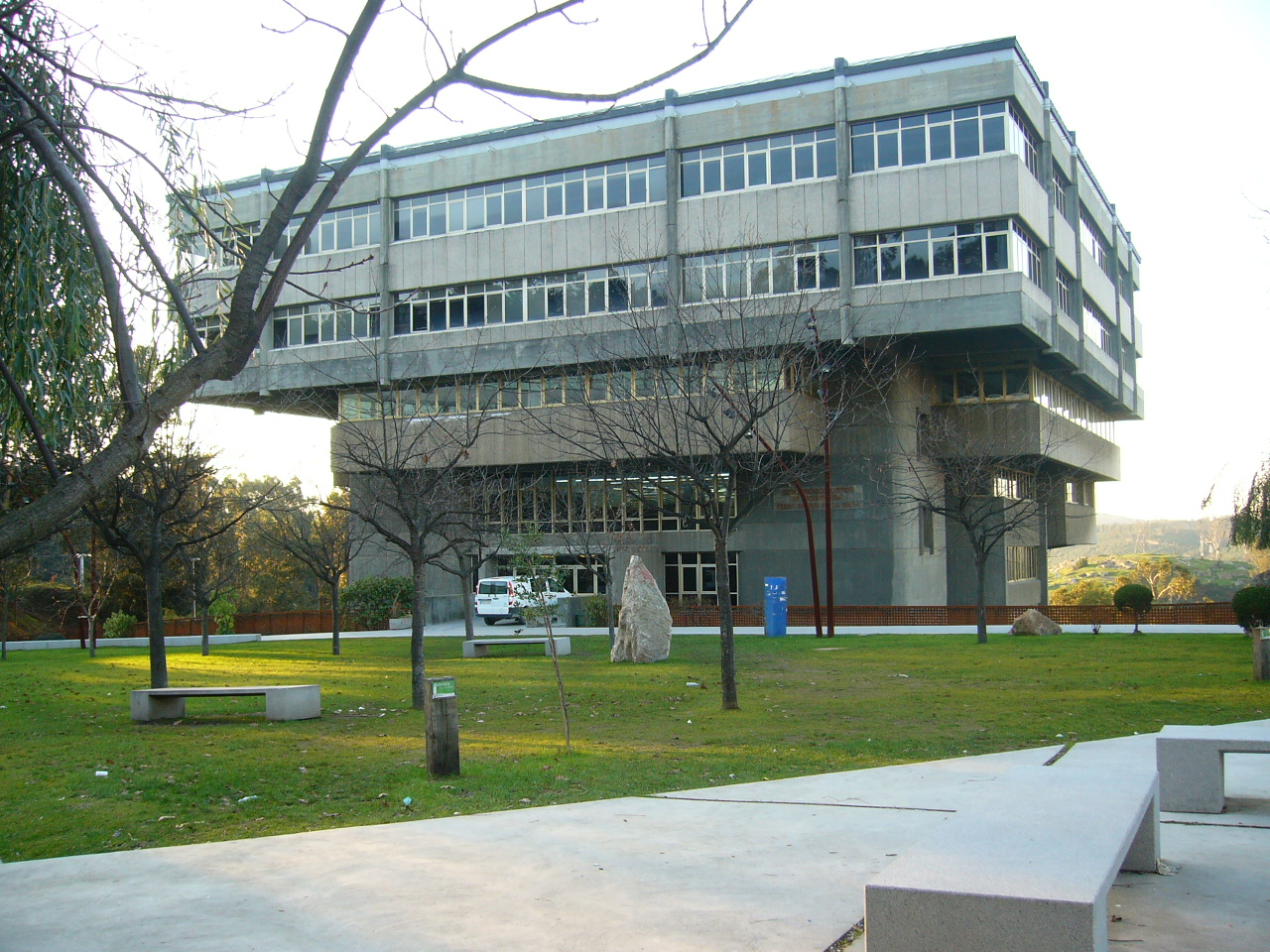
Escuela Técnica Superior de Arquitectura de la Universidad de La Coruña.

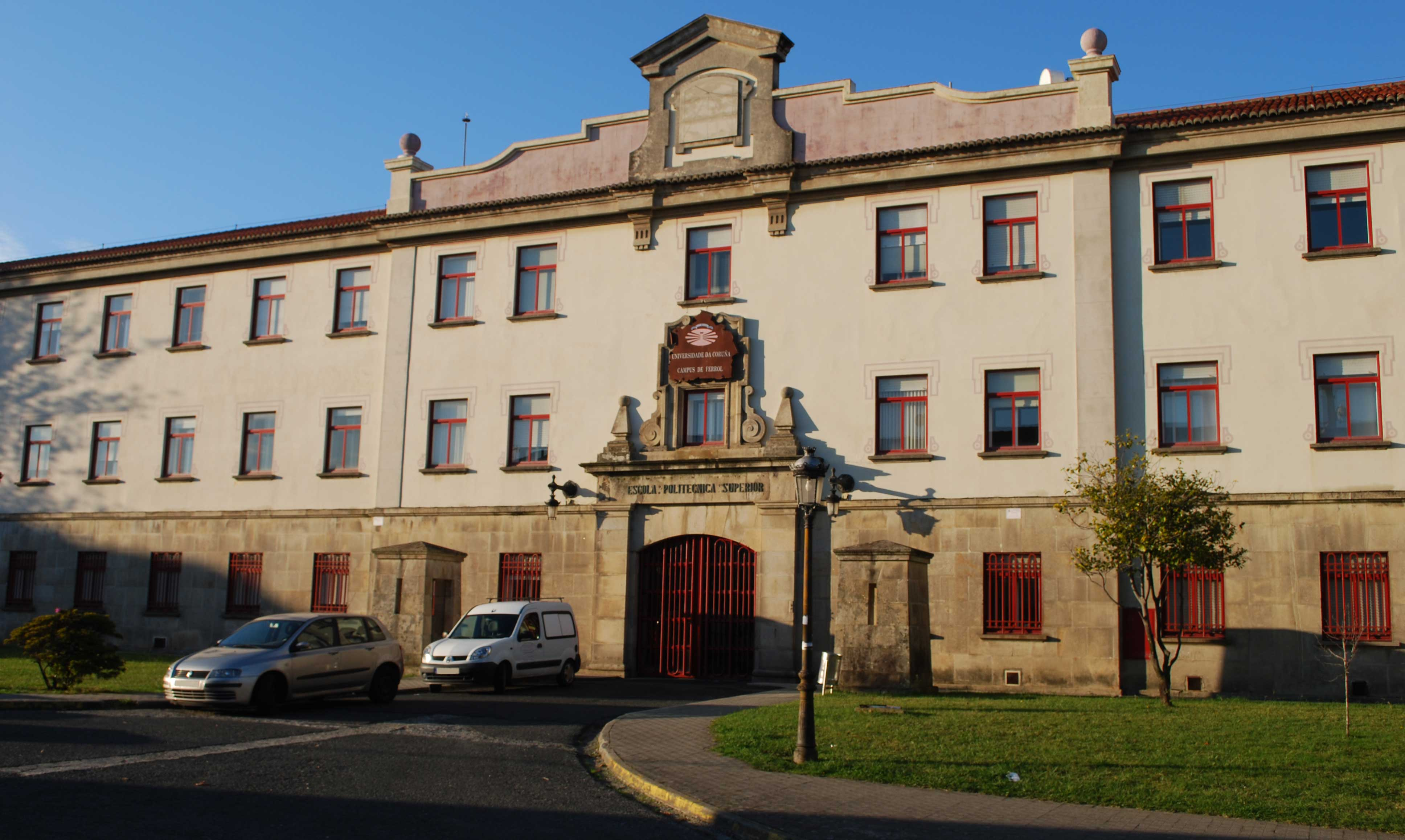
Escuela Politécnica Superior de Ferrol de la Universidad de La Coruña.

La Universidad de La Coruña (en gallego y oficialmente Universidade da Coruña, UDC) es una universidad pública española con campus en La Coruña (Oleiros, Maestranza, Elviña, Zapateira, Bastiagueiro, Oza y Oleiros) y Ferrol (Esteiro y Serantes). Fue creada en 1989 mediante la Ley 11/1989 de ordenación del Sistema Universitario de Galicia.
La Universidad de La Coruña imparte, entre otras, las carreras de Biología, Ciencias Económicas y Empresariales, Derecho, Filología, Ciencias de la Educación, Sociología , Ingeniería Industrial, Ingeniería Eléctrica, Ingeniería Electrónica Industrial y Automática, Ingeniería Naval y Oceánica, Arquitectura, Podología, Fisioterapia, Enfermería, Ingeniería de Caminos, Canales y Puertos, Ingeniería Náutica y Transporte Marítimo, Ingeniería Marina, Química, Nanociencia y Nanotecnología e Ingeniería Informática. Asimismo también imparte dobles grados tales como el de Derecho y Administración y Dirección de Empresas y programas de simultaneidad de grado, como el de Biología y Química.
Cuenta con residencias de estudiantes públicas en los campus de Ferrol y La Coruña.

## Centros docentes

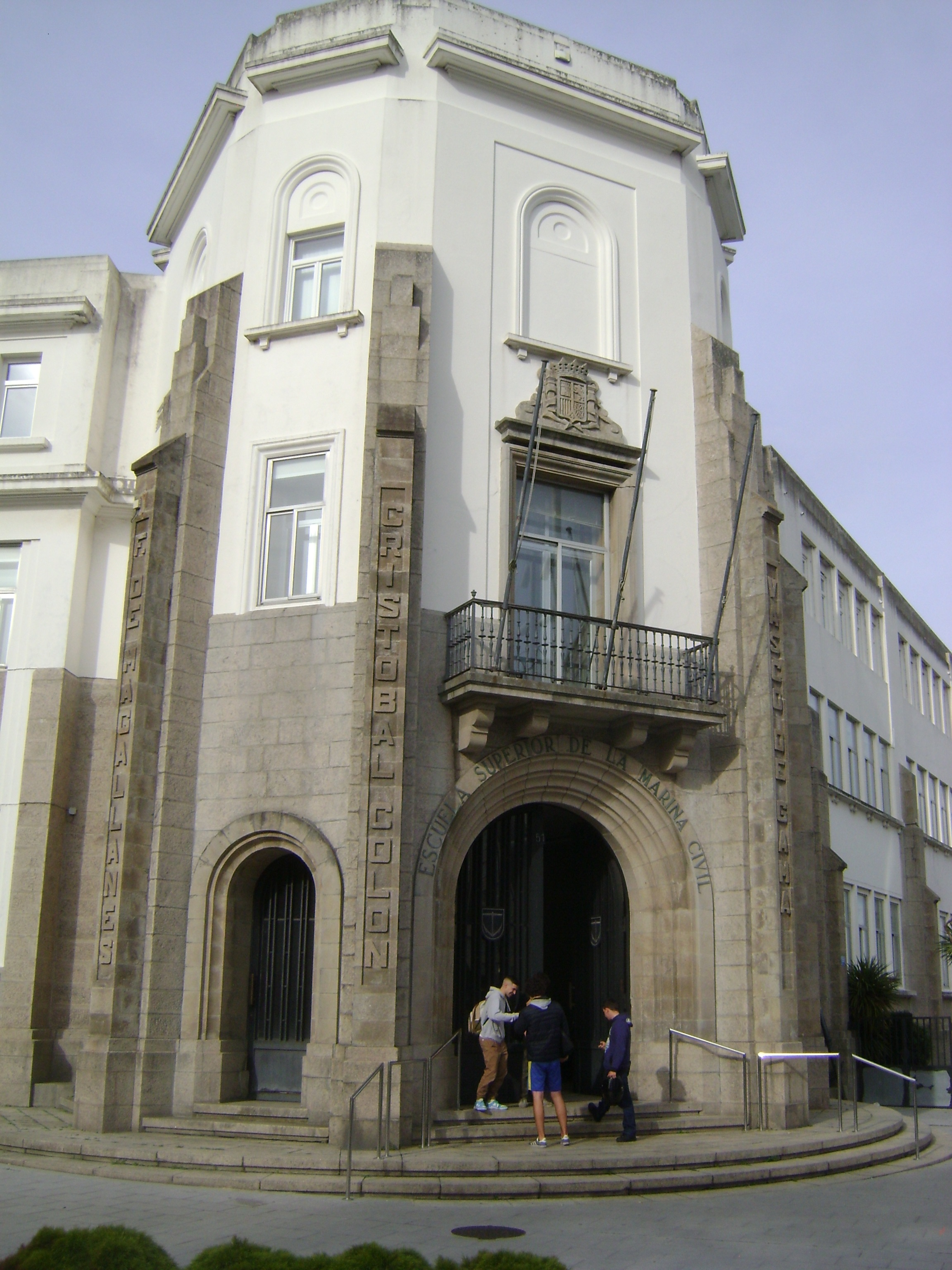
Escuela Técnica Superior de Náutica y Máquinas (La Coruña).

### Campus de La Coruña
- Facultad de Ciencias
- Facultad de Ciencias de la Comunicación
- Facultad de Ciencias de la Educación
- Facultad de Ciencias de la Salud
- Facultad de Ciencias del Deporte y la Educación Física
- Facultad de Derecho
- Facultad de Economía y Empresa
- Facultad de Filología
- Facultad de Fisioterapia
- Facultad de Informática
- Facultad de Sociología
- Facultad de Turismo
- Escuela Técnica Superior de Arquitectura
- Escuela Técnica Superior de Ingenieros de Caminos, Canales y Puertos
- Escuela Técnica Superior de Náutica y Máquinas
- Escuela Universitaria de Arquitectura Técnica

### Campus de Ferrol
- Escuela Politécnica de Ingeniería de Ferrol
- Facultad de Humanidades y Documentación
- Facultad de Enfermería y Podología
- Escuela Universitaria de Diseño Industrial
- Facultad de Ciencias del Trabajo

### Centros adscritos
- Escuela Universitaria de Enfermería
- Escuela Universitaria de Relaciones Laborales

## Centros de investigación
- Parque Tecnológico del Campus de Elviña
  - Centro de Innovación Tecnológica en Edificación e Ingeniería Civil (CITEEC)
  - Centro de Investigación en TIC (CITIC)
  - Centro de Investigaciones Científicas Avanzadas (CICA)
- Ciudad de las TIC (en construcción)
  - Centro de Fabricación Avanzada (en construcción)
- Otras localizaciones
  - Instituto de Investigación Biomédica de Coruña (INIBIC), en La Coruña, en colaboración con el CHUAC
  - Centro de Investigación en Tecnologías Navales e Industriales (CITENI), en Ferrol
  - Instituto Tecnológico de Matemática Industrial (ITMATI), en Santiago de Compostela en colaboración con Universidad de Vigo y Universidad de Santiago de Compostela

## Normalización lingüística
En diciembre de 2007, el Consejo de Gobierno de la UDC aprobó el plan de normalización lingüística de la universidad. Este recoge el compromiso de la institución con la normalización de la lengua gallega, tal y como establecen sus estatutos. Este plan ha venido a completar el Reglamento de uso del gallego de esta institución, con que contaba desde el 2005. A través del mismo, la UDC debe poner los recursos necesarios para aumentar el uso del gallego dentro de la institución. Cabe recordar que, según el Análisis sociolingüístico de la Universidad de La Coruña (2005), el gallego era usado por apenas el 9% del profesorado en las aulas de esta institución coruñesa.
Entre otras medidas recogidas en el plan están la valoración del dominio oral y escrito del gallego en todos los concursos para el acceso al profesorado, el Servicio de Publicaciones editará en breve al menos la mitad de sus publicaciones en gallego y las concesiones de servicios y actividades de organismos gestionados por la UDC incluirán cláusulas lingüísticas. Además, los planes de formación continua del personal de administración y servicios serán íntegramente en gallego. Respecto a las materias, la UDC pretende lograr que un tercio de las materias obligatorias y troncales sean impartidas en gallego.